# Marios Antōniou
Marios Antōniou (in greco: Μάριος Αντωνίου; Larnaca, 5 novembre 1981) è un ex calciatore cipriota, di ruolo difensore.

## Carriera

### Club
Ha giocato nella massima serie cipriota con Anorthosis Ammochostou e AEL Limassol.

### Nazionale
Nel 2003 ha esordito con la nazionale cipriota, giocando 5 partite fino all'anno successivo.